# 欧磐
欧 磐（おう はん、生年不詳 - 正徳2年9月30日（1507年11月4日））は、明代の軍人。本貫は滁州。

## 生涯
指揮使の位を世襲した。成化年間、広東都指揮僉事に抜擢された。少数民族による反乱を掃討して、たびたび功績を挙げた。成化13年（1477年）、総督の朱英の推薦により、広西右参将とされ、柳州府・慶遠府を分守した。左参将の馬義とともに融県八寨の瑶族を討ち、これを攻め落とした。凱旋すると、残党が再び略奪に出てきたため、欧磐は弾劾を受けた。成化帝は欧磐を罷免した。瑶族の方公強が反乱を起こすと、欧磐は兵部に弾劾され、一兵士として辺境に流すよう論告された。督撫が欧磐の功績によって罪を贖わせるべきと上奏したため、成化帝は欧磐の罪を赦して、もとの任にもどさせた。成化23年（1487年）、鬱林州陸川県の黄公定・胡公明らが反乱を起こすと、欧磐は按察使の陶魯らとともに五道に分かれてこれを攻め破った。都指揮同知に進んだ。
弘治元年（1488年）、欧磐は病のため解職された。総督の秦紘が欧磐の戦歴の多さと有能さを言上して、起用を求めた。弘治帝は欧磐をもとの任にもどさせた。弘治8年（1495年）、府江・永安の僮族たちが反乱を起こした。総督の閔珪が兵6万を準備し、四哨に分かれて討伐に向かわせた。欧磐は象州・修仁から陸峒を直撃した。まもなく諸軍とともに山寨180か所を連破し、6000人あまりを斬首した。都指揮使に進み、広西副総兵に転じた。思恩府土官の岑浚が丹良荘に石城を築き、河川交通を遮断して商利を独占していた。帥府がこれを破壊するよう命じたが、岑浚は聞き入れなかった。欧磐は田州府から帰還すると、兵を率いてこの石城を破壊しようとした。岑浚が軍を率いてこれを阻むと、欧磐は岑浚の軍を撃破し、城兵を皆殺しにした。弘治12年（1499年）、都御史の鄧廷瓚らが欧磐の功績を朝廷に報告したことから、欧磐は都督僉事に進んだ。弘治15年（1502年）、平蛮将軍の印を佩くよう命じられ、総兵官として湖広に駐屯した。
弘治18年（1505年）、欧磐は老齢のため致仕を請願した。正徳2年（1507年）9月、死去した。